# Hans Sparla
Hans Sparla (* 1955) ist ein niederländischer Jazzmusiker (Posaune, Akkordeon, Arrangement).

## Leben und Wirken
Sparla erhielt eine musikalische Ausbildung im familiären Umfeld und erlernte das Akkordeonspiel von seinem Vater. Nach drei Jahren an der Hochschule für Musik und Theater Hannover setzte er sein klassisches Instrumentalstudium am Brabanter Konservatorium in Tilburg fort (Abschluss 1981). Hein van de Geyn und Niko Langenhuijsen vermittelten ihm Jazzkenntnisse. Schon während des Studiums spielte er bei dem Vaalbleek Cleansing Department Orchestra, ab 1984 (für mehr als ein Jahrzehnt) im Quintett von Paul van Kemenade und bei Palinckx & Palinckx. Ende der 1980er Jahre war er in der Contraband von Willem van Manen tätig, dann im Septett von Dick de Graaf und bei Michael Hennings Experimenti Berlin Orchestra. Ab den späten 1990er Jahren war er auch mit Eric van der Westen und der Bik Bent Braam unterwegs. Daneben war er auch als Akkordeonist im Trio Nuevo (Jazz Meets Tango, 2006, mit Dick de Graaf und Michael Gustorff) und im Trio Misto aktiv. Als Posaunist arbeitete er in den letzten Jahren auch in Gruppen wie Vlek, Bo van de Graaf I Compani, BEAM (mit Markus Stockhausen) und F3.
Mehr als zehn Jahre lang unterrichtete Sparla das Hauptfach Posaune an der Jazzabteilung des Brabanter Konservatoriums (Fontys) und seit 1981 an der Musikschule (Factorium) in Tilburg. Dort bietet er auch Improvisationskurse an. Er ist auf vielen Alben zu hören; Tom Lord verzeichnet in seiner Diskographie 48 Aufnahmen zwischen 1979 und 2018.